# Davide Cimolai
Davide Cimolai (Pordenone, 13 de agosto de 1989) es un ciclista profesional italiano. Es profesional desde 2010, cuando debutó con el equipo Liquigas y luego de dos temporadas pasó al Lampre en 2012. Desde 2024 corre para el equipo español Movistar Team. Es primo de Antonio Cimolai.

## Palmarés

### Ruta
2009
- Coppa San Geo
- Trofeo Banca Popular de Vicenza

2015
- Trofeo Laigueglia
- 1 etapa de la París-Niza

2016
- 1 etapa de la Volta a Cataluña
- 1 etapa del Tour de Japón

2017
- 1 etapa de la Volta a Cataluña

2019
- Vuelta a Castilla y León, más 2 etapas
- 1 etapa del Tour de Valonia

### Pista
2008
- Campeonato de Italia de persecución por equipos (con Alex Buttazzoni, Elia Viviani, Gianni Da Ros y Jacopo Guarnieri)
- Campeonato de Italia en Omnium

2009
- Campeonato de Italia en scratch
- Campeonato de Italia de persecución por equipos (con Daniel Oss, Elia Viviani y Jacopo Guarnieri)

2010
- Campeonato de Italia en Puntuación

2011
- Campeonato de Italia en scratch
- Campeonato de Italia en madison (con Elia Viviani)

## Resultados en Grandes Vueltas y Campeonatos del Mundo
| Carrera         | Carrera         | 2010 | 2011 | 2012  | 2013  | 2014  | 2015  | 2016  | 2017  | 2018 | 2019  | 2020  | 2021  | 2022  | 2023  | 2024  |
| --------------- | --------------- | ---- | ---- | ----- | ----- | ----- | ----- | ----- | ----- | ---- | ----- | ----- | ----- | ----- | ----- | ----- |
|                 | Giro de Italia  | —    | —    | —     | —     | —     | —     | —     | —     | —    | 130.º | 118.º | 127.º | 135.º | Ab.   | 134.º |
|                 | Tour de Francia | —    | —    | —     | 137.º | 163.º | 155.º | 168.º | 152.º | —    | —     | —     | —     | —     | —     | —     |
|                 | Vuelta a España | —    | —    | 163.º | —     | —     | —     | —     | —     | —    | —     | —     | Ab.   | 134.º | 146.º | —     |
| Mundial en Ruta | Mundial en Ruta | —    | —    | —     | —     | —     | —     | —     | —     | —    | Ab.   | —     | —     | —     | —     | —     |

—: no participa

Ab.: abandono

## Equipos
- Liquigas (2010-2011)
  - Liquigas-Doimo (2010)
  - Liquigas-Cannondale (2011)
- Lampre (2012-2016)
  - Lampre-ISD (2012)
  - Lampre-Merida (2013-2016)
- FDJ (2017-2018)
  - FDJ (2017-2018)
  - Groupama-FDJ (2018)
- Israel[1] (2019-2021)
  - Israel Cycling Academy (2019)
  - Israel Start-Up Nation (2020-2021)
- Cofidis (2022-2023)
- Movistar Team (2024-)